# そばにいて (Cublicの曲)
「そばにいて」はCublicの1枚目のシングル。

## 内容
- 男女ツインボーカル＋ツインギターユニットによる記念すべきデビュー・シングル及び唯一、100位以内にランクインした本作はテレビ朝日系「セイシュンの食卓」エンディング・テーマで、後にABC制作・同系「お姉さんの朝帰り」[1]の挿入歌、小田急 企業CMソング[2]としても起用された。カップリング「KEEPだったのに…」はフジテレビ系単発ドラマ「平成・女の事件簿」主題歌。
- アルバムバージョンは表題曲とは違い、歌詞・曲調が異なったものになっている。
- 「お姉さんの朝帰り」のエンディングとして起用されたこともあり、1994年2月25日放送分のテレビ朝日系音楽番組「ミュージックステーション」の出演を果たした[3]。この時は同ドラマのオープニングを担当したREVも出演した。

## 収録曲
全曲　編曲：神長弘一・前野知常・Cublic
1. そばにいて
作詞：Cublic　作曲：酒井治
2. KEEPだったのに…
作詞・作曲：中澤友里子
3. そばにいて (inst.)
4. KEEPだったのに… (inst.)